# Ichneumon bipunctatus
Ichneumon bipunctatus is een vliesvleugelig insect (orde Hymenoptera) uit de familie van de gewone sluipwespen (Ichneumonidae). De wetenschappelijke naam van de soort werd in 1790 gepubliceerd door Johann Friedrich Gmelin.

## Homoniemen
Voor Ichneumon bipunctatus Cuvier, 1833 zie Ichneumon vaughanae Kittel, 2016

Voor Ichneumon bipunctatus Cresson, 1865 zie Ichneumon festus Cresson, 1865